# Cacomantis passerinus
A Cacomantis passerinus a madarak osztályának kakukkalakúak (Cuculiformes) rendjébe, ezen belül a kakukkfélék (Cuculidae) családjába tartozó faj.

## Rendszerezése
A fajt Martin Hendriksen Vahl dán-norvég zoológus írta le 1797-ben, a Cuculus nembe Cuculus passerinus néven.

## Előfordulása
Dél- és Délkelet-Ázsiában, Banglades, Bhután, India, a Maldív-szigetek, Mianmar, Nepál, Omán, Pakisztán és Srí Lanka területén honos.
A természetes élőhelye szubtrópusi és trópusi síkvidéki esőerdők, füves puszták és cserjések, valamint legelők, szántóföldek és vidéki kertek. Vonuló faj.

## Megjelenése
Testhossza 18–22 centiméter.

## Életmódja
Rovarokkal táplálkozik, főleg hernyókkal.

## Szaporodása
Fészekparazita, mint a legtöbb kakukkfaj.

## Természetvédelmi helyzete
Az elterjedési területe rendkívül nagy, egyedszáma pedig stabil. A Természetvédelmi Világszövetség Vörös listáján nem fenyegetett fajként szerepel.

## Külső hivatkozások
- Képek az interneten a fajról
- Xeno-canto.org - a faj hangja és elterjedési területe